# Фушкулин
Фушкулин (итал. Foscolino) је насељено место у Републици Хрватској у Истарској жупанији. Административно је у саставу Града Пореча.
Село се помиње у XI веку, али о њему нема много извора до XVI века, када је примило хрватске и албанске избеглице пред Османлијама.

## Становништво
Становници се баве искључиво пољопривредом (поврће, винова лоза, маслине, житарице). Према последњем попису становништва из 2001. године у насељу Фушкулин је живело 155 становника који су живели у 49 породичних и 14 самачких домаћинства.
Кретање броја становника по пописима 1857—2001.
| година пописа  | 1857. | 1869. | 1880. | 1890. | 1900. | 1910. | 1921. | 1931. | 1948. | 1953. | 1961. | 1971. | 1981. | 1991. | 2001. |
| бр. становника | 110   | 121   | 65    | 75    | 154   | 200   | 231   | 389   | 203   | 195   | 187   | 145   | 119   | 135   | 155   |

Напомена: У 1857., 1869. i 1931. садржи податке за насеље Јасеновица